# Reisen til julestjernen
Reisen til julestjernen (vertaling: Reis naar de kerstster) is een Noors toneelstuk geschreven door dramaturg en schouwburgbestuurder Sverre Brandt. 

## Geschiedenis
Het is een toneelstuk geschreven voor de Noorse kinderen van de jaren 20 van de 20e eeuw. Brandt was van 1919 tot en met 1948 Manager Financiële Zaken van het Nationaltheatret te Oslo. Het stuk werd dermate populair dat het ook in de 21e eeuw nog wordt uitgevoerd. Het toneelstuk beleefde haar première op 26 december 1924 in het Nationaal Theater. In diezelfde tijd was Johan Halvorsen als muzikaal leider betrokken bij datzelfde theater en werd verantwoordelijk voor de muziek bij dat toneelstuk. Het stuk houdt het record van meeste vertoningen in het Nationaal Theater, met het 500e optreden in januari 1962.
In 1976 en 2012 is het verhaal verfilmd.

## Verhaal
Het verhaal gaat over een jonge prinses, die op zoek gaat naar de Kerstster. Omdat zij die niet kan vinden, haalt de dochter haar moeder erbij, en zij verlaten het slot waar zij beiden wonen. Ze kunnen de ster kennelijk niet vinden, want beiden keren niet terug. De koning wordt daarop zo kwaad dat hij de kerstster vervloekt. Het resultaat is dat die ster vanaf dan niet meer in zijn rijk te zien is.
De dochter komt na twaalf jaar terug, maar de koning, haar vader, herkent haar niet meer. Zij gaat daarop opnieuw op zoek naar de kerstster. Die ster blijkt alleen tevoorschijn te komen, als je hem wilt zien. De ster is vanaf dan weer zichtbaar en de familie wordt weer herenigd.